# Harry Bagge
Harry Bagge, all'anagrafe Henry John Bagge (Tottenham, 15 settembre 1896 – 27 aprile 1967) è stato un allenatore di calcio e calciatore inglese, di ruolo centrocampista.

## Biografia
Dal dicembre del 1915 al marzo del 1919 fu arruolato nell'esercito britannico, con cui prese parte attivamente alla prima guerra mondiale.

## Carriera

### Giocatore
Tra il 1919 ed il 1926 ha giocato per sette stagioni consecutive nella seconda divisione inglese con il Fulham, con cui ha segnato una rete in 149 partite di campionato giocate.

### Allenatore
Tra il 1947 ed il 1949 ha allenato l'Athletic Bilbao. In seguito ha allenato anche Salamanca UDS e Linense.